# Laguna Aquiles
La laguna Aquiles  es una laguna amazónica de Bolivia, ubicada al sureste del departamento del Beni, a una altitud de 224 m s. n. m. Tiene unas dimensiones de 4,60 km de largo por 4,20 km de ancho y una superficie de 19 km². 